# هیدکی توجو
توجو هیدِکی (به ژاپنی: 東條 英機 とうじょう ひでき)، (زاده ۳۰ دسامبر ۱۸۸۴ – درگذشته ۲۳ دسامبر ۱۹۴۸) از ژنرال‌های ارتش سلطنتی ژاپن، نخست‌وزیر ژاپن و رئیس انجمن حمایت از قانون امپراتوری بود. وی در دورهٔ امپراتوری هیروهیتو به عنوان نخست‌وزیر تعیین گردید و از ۱۸ اکتبر ۱۹۴۱ تا ۲۲ ژوئیه ۱۹۴۴ یعنی تقریباً در تمام طول جنگ جهانی دوم توجو نخست‌وزیر ژاپن بود. توجو بعد از پایان جنگ جهانی دستگیر شد و به وسیله دادگاه نظامی بین‌المللی شرق آسیا به مرگ محکوم شد و در تاریخ ۲۳ دسامبر ۱۹۴۸ اعدام شد.
با اینکه نقشه حمله به پرل هاربر قبل از او کشیده شده بود اما به عنوان نخست‌وزیر وی مسئول مستقیم این حمله به‌شمار می‌آید که باعث شروع جنگ بین آمریکا و ژاپن شد.

## زندگی
در سال ۱۹۳۴ توجو به مقام سرلشکری ارتقا یافت و به عنوان رئیس سازمان کارکنان ارتش ژاپن منصوب شد. در سپتامبر ۱۹۳۵ به عنوان فرماندهی کل نیروی کمپتای ارتش ژاپن در منچوری انتخاب شد. به لحاظ سیاسی وی فاشیست، ملی‌گرا و میلیتاریست به حساب می‌آمد. اسم مستعار او رازور Razor بود که به معنی کسی است که دارای ذهن قوی است و می‌تواند تصمیم‌های مهم را خیلی سریع بگیرد.